# Stomp Dance
De Cherokee Stomp Dance (Cherokee-stampdans), die wordt uitgevoerd door de Cherokee uit Oklahoma is uniek binnen de Cherokee-cultuur. De Stomp Dance heeft zijn oorsprong bij de Creek indianen in werd opgenomen in de Cherokee-cultuur na hun aankomst in Oklahoma, die het gevolg was van hun gedwongen vertrek uit het indianenreservaat en hun lange en barre tocht die de "Trail of Tears" genoemd wordt. De Stomp dance was niet een van de originele dansen van de Ah-ni-ku-ta-ni, noch was het een traditioneel element van de Cherokee Moons-ceremoniën. in de moderne tijd heeft de Stomp Dance bij de westelijke Cherokees in Oklahoma de groene-maïsceremonie vervangen als de belangrijkste samenkomst van Cherokees gedurende de eerste maan van de oogst. Deze samenkomsten vinden normaal gesproken plaats in het laatste deel van augustus en de eerste week van september.

## Geschiedenis
Na hun aankomst in Oklahoma werden ook talloze andere inheemse Amerikanen verplaatst naar het indianenterritorium. Deze gedwongen integratie van culturen veroorzaakte een menging van de gebruiken van verschillende stammen. Een resultaat hiervan was dat veel westelijke Cherokees een groot deel van hun oorspronkelijke cultuur en ceremoniën verloren of opgaven, maar ze behielden hun taal en veel van hun traditionele verhalen. Andere Cherokee-groepen in Missouri, Texas en andere zuidelijke gebieden probeerden hun oude ceremoniën te behouden en te blijven beoefenen. Dit gebeurde vaak in het geheim, uit angst voor de Ku Klux Klan en andere racistische groeperingen. Dat gold vooral in gebieden in Missouri, waar onder de Cherokees veel schrikwekkende verhalen de ronde doen over Cherokees die gedwongen hun huis ontvluchtten in het holst van de nacht vanwege nachtelijke razzia's van de Ku Klux Klan en andere groeperingen die bang waren voor indianen en probeerden hun vestigingen uit Missouri te verjagen.

## Dans

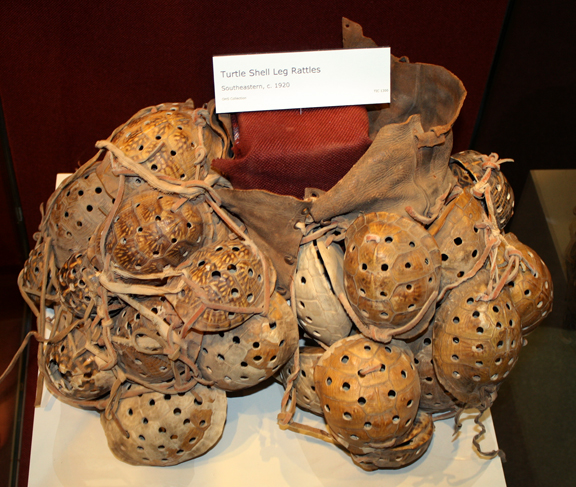
Schildpadschilden gevuld met steentjes

De Stomp Dance wordt opgevoerd door de westelijke Cherokees op de Stokes Stomp Dance ground, die gesitueerd is in een afgelegen gebied van de stamgronden van de Cherokee Nation. Op de dance grounds (dansgronden of -velden) staat een verhoogd platform waarop na zonsondergang een bijzonder groot vuur wordt ontstoken. De vrouwen dragen traditionele Cherokee tear dresses, de mannen dragen jeans en cowboyhoeden met een adelaarsveer. De dansleider is een mannelijke Cherokee-ouderling die de mensen iedere ronde in het Cherokee oproept voor de dans. De vrouwen dragen schildpadschilden aan hun benen. Gebruikelijk zijn dat er drie aan beide kanten van elk been, oftewel zes per been, waar gaatjes in gemaakt zijn, en die gevuld zijn met steentjes.
Bij deze dans wordt de maat geslagen door de vrouwen, en de mannen herhalen het lied dat gezongen wordt door de leider. De dansers dansen tegen de klok in rond het vuur met langzame stampende stappen, op de maat die de vrouwen aangeven door te stampen met hun voeten, waardoor de schildpadschilden het ritme laten klinken. De dansers dansen in een volgorde van om en om mannen en vrouwen in een ononderbroken spiraal of cirkel. De dans duurt voort totdat vier rondes van vier liederen afgewerkt zijn door de dansleider. Er is normaal gesproken een pauze van 5 minuten tussen de ronden in. De dans duurt de hele nacht lang, tot de ochtend van de volgende dag. De Stomp Dance is een uitputtende fysieke uitdaging, en bijna iedere Cherokee blijft doordansen tot hij neervalt van vermoeidheid. De volgende ochtend worden gefrituurd varkensvlees, aardappelen, bonenbrood, en andere traditionele Cherokee-gerechten gegeten. In de ochtend wordt er een speciaal medicijn, dat gemaakt wordt van 7 geheime wortels die door de 7 clans verzameld zijn, uitgedeeld aan de Cherokees die de dans uitgedanst hebben. Dit medicijn is opwekkend, en het innemen van grote hoeveelheden heeft vaak kokhalzen en overgeven tot gevolg.

## Stomp Dance-cultuur
Tijdens de Stomp Dance komt in verschillende rondes een oude dans van de Ah-ni-ku-ta-ni naar voren, die de Running Dance (rendans) genoemd wordt. In deze vormen de dansers niet een spiraal naar het vuur toe, maar een slangachtig kronkelende rij van mensen die willekeurig om het vuur cirkelen. Dit is een variatie op een traditionele dans die opgevoerd wordt tijdens de groene-maïsceremonie, en dit is het enige element van de Stomp Dance die op de Running Dance lijkt, die de laatste dans was van een groene-maïsceremonie.